# 장수천 (기업)
장수천은 대한민국의 생수 제조 및 판매 회사이다. 1995년 10월 설립되었다. 제16대 대통령 노무현은 야당 시절인 1997년 3월 다른 데 손 벌리지 않고 정치자금을 마련하기 위해서 충북 옥천군 청성면 장수리에 있는 '장수천' 실질적인 소유주가 되었고 1997년 4월 서울 종로구 보궐선거 출마를 앞두고 종로구에 장수천 서울지점을 설치했다. 장수천의 영업법인은 '오아시스'였고 제36대 충청남도지사 안희정이 이 법인의 대표를 맡았다. 노무현의 인수 이후 수질이 나빠지면서 적자가 누적되었고 2001년 6월 경매로 다른 사람에게 넘어갔으며 사명도 '자연음료'로 바뀌었다.